# 雅羅斯拉夫爾州
雅羅斯拉夫爾州（羅馬化：Yaroslavskaya oblast）成立於1936年3月11日是俄羅斯聯邦主體之一，屬中央聯邦管區。面積36,400平方公里，人口1,367,398（2002年）。首府雅羅斯拉夫爾距離俄羅斯首都莫斯科282公里，亦鄰近聖彼得堡，而且由於公路、鐵路、河道交匯，交通便利。